# Epupa-watervallen
De Epupa-watervallen (ook bekend als de Monte Negro-watervallen in Angola) is een verzameling van watervallen in de Kunene rivier op de grens van Namibië en Angola. De rivier is hier ongeveer een halve kilometer breed en over een lengte van anderhalve kilometer zijn er meerdere watervallen, met de grootste val 37 meter. Een dorp nabij de watervallen heet ook Epupa.
Epupa betekent schuim in het Herero.
Door de steile oeverhabitat, zijn een aantal vissoorten de Epupa-watervallen endemisch.
Ondanks dat ze moeilijk te bereiken zijn (een voertuig met vierwielaandrijving wordt aanbevolen om ze vanuit Opuwo te bereiken), zijn de watervallen een belangrijke toeristische attractie in Namibië vanwege de grotendeels ongerepte omgeving, met vijgenbomen, baobabs, makalani-palmen (Hyphaene petersiana) en gekleurde rotswanden rond de watervallen.
De Ruacana waterval ligt 135 kilometer stroomopwaarts. Er zijn vier lodges voor bezoekers aan de watervallen. 
De Epupa-watervallen staan bekend om de semi-nomadische Ovahimba-bevolking en andere stammen zoals de Ovatjimba, Ovazemba en Ovatwa-bevolking. Migratie naar de watervallen neemt voortdurend toe vanwege de hoge groei van het toerisme, waardoor stammen van Herero- en Oshiwambo-sprekende volkeren naar het gebied migreren.
In Namibië bestaan plannen om bij Epupa-watervallen een dam aan te leggen. De waterkrachtcentrale die hier gepland is moet de Kunene regio voor een deel in haar elektriciteitsbehoefte gaan voorzien. Het geprojecteerde stuwmeer is omstreden want bij aanleg zou het verscheidene dorpen van de lokale Himba bevolkingsgroep verzwelgen.